# Аденин
Аденин је једна од две пуринске нуклеобазе, које се користе у формирању нуклеотида нуклеинских киселина ДНК и РНК. У ДНК, аденин (A) се везује за тимин (T) помоћу две водоничне везе, како би помогао у стабилизацији структуре нуклеинске киселине. У РНК се аденин везује за урацил (U).
Аденин формира аденозин, нуклеозид, када се причврсти за рибозу, и дезоксиаденозин када се причврсти за дезоксирибозу, и гради аденозин трифосфат (АТП), нуклеотид, када му се додају три фосфатне групе. Аденозин трифосфат је изузетно значајан јер се у ћелијском метаболизму користи као једна од основних метода за трансфер хемијске енергије између реакција.
У старијој литератури, аденин се некад назива именом Витамин Б4. Међутим, више се не сматра правим витамином (види Витамин Б).

## Комплементарност
У молекулима нуклеинских киселина аденин се везује двоструком водоничном везом за пиримидинске базе:
- тимин у наспрамном полинуклеотидном ланцу ДНК
- урацил у полинуклеотидном ланцу РНК.

Та особина назива се комплементарност и на њој се заснива секундарна структура нуклеинских мкиселина.
Пар аденин-тимин кога одржавају две водоничне везе има облик који је исти као пар гуанин-цитозин кога одржавају најмање две водоничне везе. Од свих азотних база се могу направити парови (два аденина, аденин и гуанин, гуанин и цитозин, два цитозина, тимин и гуанин) али само за парове А-Т и Г-Ц кажемо да су комплементарни зато што само та два пара база имају потпуно истоветан просторни облик, и само они могу да се сложе у двоструку спиралу тако да дају савршено стабилну структуру.